# Elyptron annularis
Elyptron annularis là một loài bướm đêm trong họ Noctuidae.